# Папа Анастасије III
Папа Анастасије III (умро 913.) је био 120. папа римокатоличке цркве од 911. до 913. године. 

## Биографија
Анастасије је рођен у племићкој породици у Риму. Син је неког Лукијана. Постојале су хипотезе да је Анастасије био син свога претходника, Сергија III. Међутим, доказано је да то није истина. Као и остале папе свога времена, не зна се тачан датум устоличења папе Анастасија. Претпоставке обухватају датуме између априла и 8. септембра 911. године. Овај датум предложио је немачки историчар Јохан Фридрих Бохмер. Недостатак извора, међутим, онемогућује да се ова претпоставка и потруди. Папа Анастасије био је инструмент у рукама Теодоре I (умрла 916) и њеног супруга Теофилакта I од Тускулума. Они су почетком 10. века били неприкосновени господари Рима. Хроничар Флодоард (893-966) пише да је Анастасије био благ, али и пасиван. На захтев италијанског краља Беренгара I (888-924), Анастасије је давао привилегије епископу Павије и Верчелија. Павија и Верчели били су важни градови у држави Беренгара. Претпоставља се да су између папе и краља владали добри односи. Анастасије је 912. године примио писмо од Николе Мистика, цариградског патријарха (912—925). Никола Мистик се жалио на одлуку претходног папе, Сергија III, да византијском цару Лаву VI дозволи склапање петог брака. Није познат одговор папе Анастасија, али је свакако био незадовољавајући јер је патријарх избрисао папино име из диптиха и тиме изазвао погоршање односа између цркви Рима и Цариграда. Иако сам папа није имао главну улогу у споразуму, током понтификата Анастасија је Викинг Ролон, вођа Нормана, прешао у хришћанство. Анастасије је умро између јуна и августа или октобра 913. године. Сахрањен је у базилици Светог Петра у Риму. Изнад гроба је следећи епитаф:
" Vatis Anastasii requiescunt membra sepulcro: / Sed numquam meritum parvula claudit humus. / Rexit apostolicam blando moderamine sedem / Tertius existens ordine Pontificum. / Ad Christum pergens, peccati vincula sperat / Omnia clementer solvere posse sibi. / Undique currentes huius ad limina templi, / Ut praestet requiem poscite corde Deum. "
Папу Анастасија је наследио папа Ландо (913-914). 